# Jakov Anikejevič Stroganov
Jakov Anikejevič Stroganov (rusky Яков Аникеевич Строганов, 9. října 1528 Solvyčegodsk – 8. září 1577 Solvyčegodsk) byl významný ruský obchodník a průmyslník, jeden z prvních významných členů rodu Stroganovových.

## Život

### Původ
Jakov byl významným členem rodu Stroganovových, který sehrál důležitou roli v ruské kolonizaci Uralu a Sibiře. Byl nejstarším synem Anikeje Fjodoroviče Stroganova (1488–1570) a Sofie Andrejevny Bakulevy (1509–1567). Měl dva bratry, Grigorije a Semjona, zatímco ostatní bratři zemřeli v dětství. Jakov se narodil v Solvyčegodsku, kam v dětství přišel jeho otec, který tam položil základy svého obchodního impéria postaveném na výrobě soli, obchodu s anglickými obchodníky a s domorodci.

### Přesídlení do Velkého Permu a expanze
V roce 1559 se Jakov spolu s otcem a bratrem Grigorijem přestěhovali do Velkého Permu, zatímco jeho mladší bratr Semjon zůstal spravovat jejich rodinné podnikání v Solvyčegodsku. V březnu 1568 mu car Ivan IV. Hrozný udělil rozsáhlé pozemky na levém břehu řek Čusovaja a Kama. Jakovovi bylo povoleno také vybudovat opevněná sídla na nových územích, která byla osvobozena od daní a povinností na dobu deseti let. Jakov byl pověřen najít ložiska mědi, tavit rudy, obchodovat s domorodci a lákat ruské rolníky do nových oblastí.

### Obrana proti nájezdníkům
V roce 1570 Jakov vybudoval několik opevněných osad, včetně Nižního Čusovského, Sylvenského a Jajvenského. V srpnu 1572 byli Jakov a jeho bratr Grigorij pověřeni carem, aby zorganizovali obranu proti povstalcům - Čeremisům a Baškirům, kteří napadali stroganovská území a způsobili jim rozsáhlé škody, zabili 487 lidí, vypálili ruské osady. Domorodé povstání začalo pobitím 87 ruských kupců poblíž osad Kankor a Kergedan. Stroganovovi si najmuli divoké kozáky a s pomocí Osťjaků a Voguličů se jim podařilo povstalce porazit, zničit jejich osady a navrátit nově získaným územím pořádek.

### Konflikt s bratrem a tatarské nájezdy
Po smrti otce v roce 1570 vypukl spor mezi Jakovem, Grigorijem a jejich mladším bratrem Semjonem, který žil Solvyčegodsku. Podstata tohoto sporu není známa. Spor se dostal až před carský soud, kde byl Semjon v roce 1573 shledán vinným a potrestán.
Téhož roku napadl sibiřský chán Kučum, obávající se rostoucího vlivu Stroganovových, jejich území. Velký oddíl sibiřských Tatarů, Osťjaků a Voguličů pod vedením knížete Memetkula zaútočil 2. června na osadu Orloj-Gorodok, kterou se mu ale nepodařilo dobýt. Nájezdníci ale zabili mnoho domorodců, kteří se předtím podřídili Rusům a spolupracovali s nimi. Jakov a Grigorij zorganizovali odvetný útok a přinutili tatarské síly k ústupu až za Ural.

### Získání nových území
V roce 1574 byli bratři Jakov a Grigorij pozvání carem Ivanem IV. Hrozným do Alexandrovské slobody. Tam s nimi car vedl dlouhá jednání o situaci ve Velikém Permu, na Uralu a na Sibiři. Diskutovali o tatarských hrozbách, možné kolonizaci nového území, ekonomických přínosech nových zemí pro carskou pokladnu. Na základě těchto jednání obdrželi bratři v květnu 1574 od cara nová území za Uralem, včetně rozsáhlých oblastí v povodí řek Tobol, Irtyš a Ob. Jakovovi bylo také v roce 1577 uděleno právo na těžbu železných rud v oblasti Sodomské volosti na řece Vaga.

### Smrt a dědictví
Jakov Stroganov žil převážně v Nižním Čusovském, které sám založil. Zemřel v září 1577 ve věku 48 let a byl pohřben v katedrále Zvěstování Panny Marie v Solvyčegodsku. Ve své závěti rozdělil své majetky mezi svého bratra Semjona a syna Maxima, který zdědil pravý břeh řeky Čusovaja.
Jakov zanechal významný odkaz jako klíčový aktér při rozšiřování ruských hranic směrem na vchod a při obraně těchto nových území před vnějšími hrozbami.

## Rodina
Od roku 1545 nebo 1546 byl ženatý s Jevfimijí Fjodorovnou Ochlopkovou (1530—1593). Měli spolu dvanáct dětí:
- Anna
- Varvara (1546–1627), manželka Ivana Čudinova, měšťana z Vologdy
- Ioakim (1547–1550)
- Dmitrij (1548–1551)
- Moisej (1549–1552)
- Matrona - zemřela v dětství
- Jevfimija - zemřela v dětství
- Uljana - zemřela v dětství
- Feodosija (1553–1586)
- Ivan (1554–1557)
- Michail (1556–1557)
- Maksim (1557–1624)